# Basílica de Santa María (Mataró)
La basílica de Santa María es un templo del año 1675 situado en Mataró, Cataluña (España), aunque existen referencias de su existencia que datan del año 1008 d. C. Es la sede canónica de la Hermandad de Nuestro Padre Jesús Cautivo y Nuestra Señora de los Dolores de Mataró.

## Arquitectura
Fue construida en 1685 y acabada en el siglo XVIII, según el proyecto del arquitecto milanés Ercole Turelli. La basílica se construyó alargando por la parte de levante el espacio de la antigua iglesia del siglo XV. Del templo gótico solamente se conserva el cimiento del campanario, de planta cuadrada y con paredes parcialmente construidas con sillares de piedra granítica, y las claves de bóveda de la nave central.
La planta tiene forma de cruz latina. La nave principal está cubierta con bóveda de medio punto, con lunetas, que permiten la iluminación a través de ventanas. Las capillas laterales, acabadas con arco apuntado, elemento residual de la antigua iglesia gótica, están enmarcadas por columnas de orden compuesto. El crucero deja a cada lado de la nave dos amplios espacios coronados con cúpulas. Su imagen actual corresponde a una desafortunada restauración realizada en el año 1928.

### Retablo
El retablo del Rosario fue construido a finales del siglo XVII por el arquitecto y escultor mataronés Jaime Serrallonga, con la colaboración de su hijo Marià Riera y del escultor Pedro Lluis. En el Fossar Xic se pueden admirar los esgrafiados exteriores de la capilla de los Dolores, renovados recientemente.

### Conjunto de los Dolores

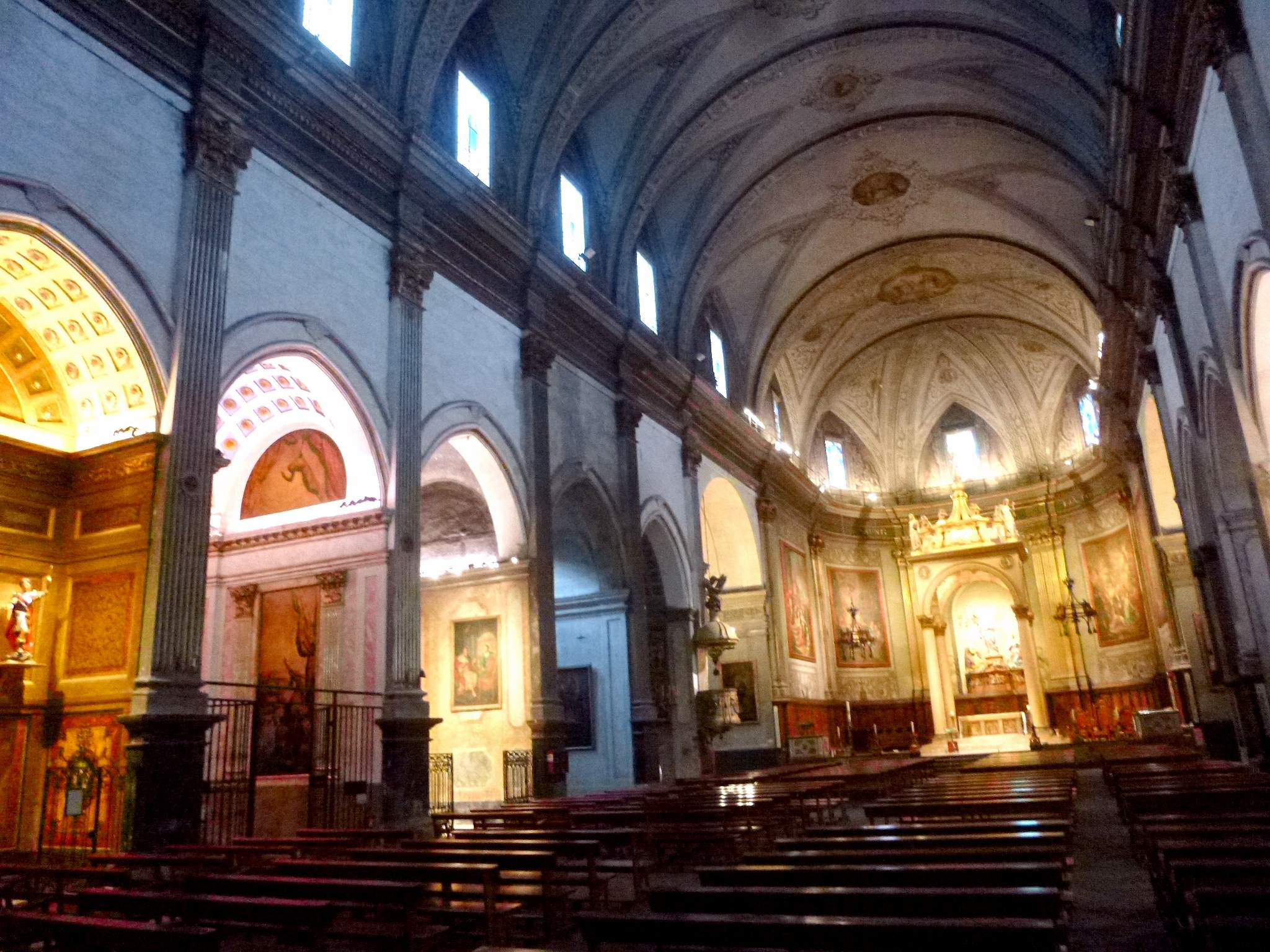
Interior de la Basílica

Dentro de Santa María, es uno de los exponentes del Barroco catalán mejor conservados. La construcción, a caballo entre los siglos XVII y XVIII por encargo de la Venerable Congregación de Nuestra Señora de los Dolores, se completó con la decoración de frescos, óleos y elementos escultóricos diseñados por Antonio Viladomat a partir de 1722.
El espacio principal es la capilla, donde podemos contemplar un impresionante conjunto de telas con las estaciones del Vía Crucis y los Dolores de la Virgen. Con personajes de aspecto dramático y paisajes cercanos al visitante de la época, Viladomat transmite con gran acierto los valores y los sentimientos de los hechos que narran las escenas. Una íntima y acogedora Sala de Juntas, situada en un primer piso del edificio, está decorada con telas pintadas al óleo que representan a los apóstoles y a los Evangelistas y está presidida por la Asunción de María (en el techo) acompañada por un grupo de ángeles. Una cripta para enterrar a los miembros de la congregación en el subsuelo de la capilla y un coro con un gran balcón recargado con celosías completan el edificio.